# Bruce Fraser
Bruce Austin Fraser, 1r Baró Fraser del Cap Nord GCB KBE (5 de febrer de 1888 – 12 de febrer de 1981) va ser un almirall de la flota britànic durant la II Guerra Mundial.

## Carrera naval
Fraser s'uní a la Royal Navy com a Cadet el 15 de gener de 1904. Es destacà ben aviat com algú que tenia el potencial per arribar lluny al servei, aconseguint notes excel·lents als seus exàmens de Sotstinent, al març de 1907 i al desembre de 1908, sent promogut a Sotstinent el 15 de març de 1907 i a Tinent el 15 de març de 1908. Durant aquesta època estigué destinat principalment al Canal i a les Flotes de la Mediterrània. Retornà a la Flota d'Aigües Nacionals a l'agost de 1910, servint al HMS Boadicea fins al juliol de 1911. El 31 de juliol de 1911 s'uní al HMS Excellent, a l'Escola d'Artilleria de la Royal Navy a l'illa de Whale, al port de Portsmouth, a on començà un curs per qualificar-se com a Tinent Artiller especialista.
Amb l'esclat de la Primera Guerra Mundial, serveix com a Oficial Artiller al creuer HMS Minerva entre 1914 i 1916, servint als Dardanels i a les Índies Oriental. El 1916 és destinat durant un temps a l'Estat Major de l'Escola d'Artilleria de Portsmouth i, fins al 1919, tornà a exèrcit com a Oficial Artiller (i després com a Oficial Executiu) al cuirassat HMS Resolution.

### Període d'entreguerres
El període d'entreguerres no començà bé, car el 1920, com a Oficial Comandant d'un destacament a la mar Càspia va ser capturat i empresonat pels bolxevics. Després del seu alliberament serví com a Comandant "G" al Commander "G" at HMS Excellent. Entre 1922 i 1924 està al Departament de Torpedes i Mines, amb el Director de l'Ordenança Naval de l'Almirallat, al HMS President.
El 20 de desembre de 1924 és destinat a la Flota de la Mediterrània com a Oficial d'Artilleria de la Flota, primer al HMS Queen Elizabeth i després al HMS Warspite, fins al 1926. El 31 de gener de 1927 és nomenat Cap de la Secció Tàctica a l'Almirallat, i el 24 de desembre de 1928, Cap de l'Estat Major Naval de la Divisió Tàctica de l'Almirallat, càrrec que ocupa fins al 1929.
El 6 de setembre de 1929 és nomenat Oficial Comandant del creuer HMS Effingham (Estació de les Índies Orientals), com a Capità de Bandera i Cap de l'Estat Major del Comandant en Cap de les Índies Orientals, fins al 1932. El 15 de juliol de 1933 és nomenat Director de l'Ordenança Naval a l'Almirallat; i el 22 de maig de 1936 rep el comandament del portaavions HMS Glorious, a la Mediterrània, fins al juliol de 1937, en què passa a ser Cap de l'Estat Major del Contraalmirall Sir (Henry) Bernard Rawlings, comandant dels portaavions. Entre 1938 i 1939 és Cap de l'Estat Major del Comandant en Cap de la Mediterrània, destinat al cuirassat HMS Warspite.

### Segona Guerra Mundial
L'1 de març de 1939 va ser Lord Comissionat de l'Almirallat, sent Tercer Lord del Mar fins al maig de 1942, i des del 28 de juny de 1942, era Vicealmirall Comandant del 2n Esquadró de Batalla i Segon al Comandament de la Flota d'Aigües Nacionals. El 8 de maig de 1943, va ser nomenat Comandant en Cap de la Flota d'Aigües Nacionals, ja durant les darreres etapes de la guerra naval a Europa. Durant aquest període comandà la flota que destruí al Scharnhorst a la batalla del Cap Nord al desembre de 1943. El combat tingué lloc quan les forces de Fraser escortaven un comboi direcció Múrmansk, a la Unió Soviètica. Després d'aquest comandament de la Flota d'Aigües Nacionals, va ser destinat a l'Orient per comandar la poderosa Flota Britànica del Pacífic. A diferència de la Flota d'Aigües Nacionals, aquest no era un comandament en alta mar, sinó que establí el seu quarter general a Austràlia. La Flota Britànica del Pacífic participà en l'assalt d'Okinawa i en els atacs finals de les illes japoneses.

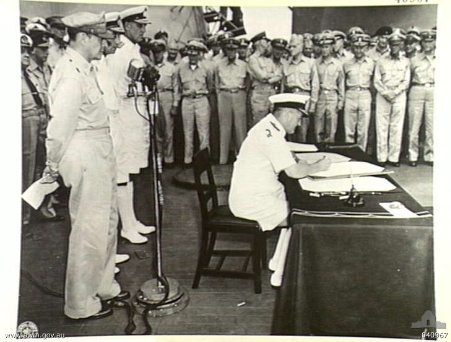
Badia de Tòquio. Rendició del Japó a bord de l'USS Missouri. L'Almirall Sir Bruce Fraser, comandant de la Flota Britànica del Pacífic, signa en nom del Regne Unit. Al micròfon, el General Douglas MacArthur

Fraser va ser l'encarregat de signar l'instrument de rendició japonesa en nom del Regne Unit el 2 de setembre de 1945.

### Retir
Després de la guerra va ser fet Baró Fraser del Cap Nord el 1946, nomenat Comandant en Cap a Portsmouth el 1947 nomenat Primer Lord del Mar i Cap de l'Estat Major Naval el 1948, amb el rang d'Almirall de la Flota. Es retirà el 1952.
La contribució de Fraser a la victòria va venir en 3 etapes diferents: el seu període com a Controlador de la Navy, el seu comandament de la Flota d'Aigües Nacionals amb l'enfonsament del Scharnhorst i el seu comandament de la Flota del Pacífic. En la primera es dedicà a produir els vaixells i l'equipament que serien vitals per la victòria a la Batalla de l'Atlàntic; la segona va veure l'eliminació d'una gran amenaça de la flota de superfície alemanya; i la tercera va ser coronada amb un èxit davant dels obstacles operatius i logístics.

## Promocions
Guardiamarina - 1904
 Sotstinent - 11-04-1908
 Tinent - 03-07-1909
 Tinent Comandant - 15-03-1916
 Comandant - 30-06-1919
 Capità - 30-06-1926
 Contraalmirall - 11-01-1938
 Vicealmirall - 08-05-1940
 Almirall - 07-02-1944
 Almirall de la Flota - 22-10-1948

## Condecoracions
Baronia del Cap Nord - 19-09-1946
 Gran Creu de l'Orde del Bany - 05-01-1944 (per l'enfonsament del Scharnhorst)
 Comandant de l'Orde del Bany – 02-06-1943
 Company de l'Orde del Bany - 02-01-1939
 Comandant de l'Orde de l'Imperi Britànic - 01-07-1941
 Oficial de l'Orde de l'Imperi Britànic - 17-07-1919
 Estrella de 1914-15
 Medalla Britànica de la Guerra 1914-20
 Medalla de la Victòria 1914-1918
 Estrella de 1939-45
 Estrella de l'Atlàntic
 Estrella del Pacífic
 Medalla de la Defensa
 Medalla de la Guerra 1939-1945
 Comandant de l'Orde Orde d'Orange-Nassau (Holanda) - 19-01-1943
 Orde de Suvórov de 1a classe (Unió Soviètica) – 29-02-1944 (per l'enfonsament del Scharnhorst)
 Legió d'Honor (França)
 Creu de Guerra (França)
 Gran Creu del Reial Orde Noruec de Sant Olaf (Noruega) - 13-01-1948
 Orde de Dannebrog (Dinamarca)
 Medalla del Servei Distingit a la Marina (Estats Units)